# Honoré Vlamynck
Honoré Arthur Josephus Vlamynck (ur. 29 stycznia 1897 w Ostendzie – zm. 1 września 1974) – belgijski piłkarz grający na pozycji napastnika. Był reprezentantem Belgii.

## Kariera klubowa
Całą swoją karierę piłkarską Vlamynck spędził w klubie Daring Club de Bruxelles, w którym w sezonie 1919/1920 zadebiutował w pierwszej lidze belgijskiej i grał w nim do 1932 roku. W debiutanckim sezonie został królem strzelców ligi z 26 strzelonymi golami. Wraz z Daring Club wywalczył mistrzostwo Belgii w sezonie 1920/1921.

## Kariera reprezentacyjna
W reprezentacji Belgii Vlamynck zadebiutował 9 marca 1919 roku w zremisowanym 2:2 towarzyskim meczu z Francją, rozegranym w Uccle. Od 1919 do 1923 roku rozegrał w kadrze narodowej 4 mecze i strzelił 2 gole.